# Контрапункт: современное русское искусство
«Контрапункт: современное русское искусство»/«Counterpoint, Contemporary Russian Art» — выставка российского современного искусства, показанная в Лувре (Париж, Франция) в рамках Года России во Франции с 14 октября 2010 года по 15 января 2011 года.

## Состав участников выставки[1][2]
- АЕС+Ф
- Юрий Альберт
- Александр Бродский
- Эрик Булатов
- Александр Виноградов
- Владимир Дубосарский
- Вадим Захаров
- Эмилия и Илья Кабаковы
- Алексей Каллима
- Виталий Комар
- Валерий Кошляков
- Юрий Лейдерман
- Игорь Макаревич
- Диана Мачулина
- Андрей Монастырский
- Павел Пепперштейн
- Синие носы
- Авдей Тер-Оганьян
- Ольга Чернышева

## Организаторы и кураторы выставки
Куратор выставки «Контрапункт: современное русское искусство» — Мари-Лор Бернадак (Marie-Laure Bernadac), главный хранитель и директор Департамента современного искусства Лувра. До работы в Лувре она руководила графическим отделом в центре Помпиду. Также работала в музее Пикассо. В студенческие годы увлекалась русским авангардом. В Лувре работает с 2003 года..
С французской стороны организатором выставки является Лувр. С российской стороны устроителем парижской выставки являются Государственный центр современного искусства (Москва) и Stella Art Foundation (Москва).
Фонд Stella Art Foundation выделил средства для инсталляций в средневековой части Лувра, а также оплатил выпуск каталога.

## Принцип отбора работ для выставки
Отбором работ для выставки занималась французская сторона и лично куратор Мари-Лор Бернадак. В интервью журналу «Артхроника» она заявила: «Мы выбирали тех художников, чьи работы в той или иной степени апеллируют к прошлому, задают ему вопросы, полемизируют с историей искусств, или, например, в них есть перекличка с пространством иконы или с авангардом. Сразу исключили все, что связано с гламурной тенденцией или с соц-артом, который критикует советский режим, потому что это не имеет никакого смысла в Лувре. В то же время мне хотелось сделать быстрое резюме из разных поколений российских современных художников. Отдать должное „пионерам“ — Илье Кабакову, Эрику Булатову, Игорю Макаревичу, и потом представить художников русского концептуализма, в работах которых намешана и критика, и история искусства, и авангард».

## Бойкот выставки Авдеем Тер-Оганьяном

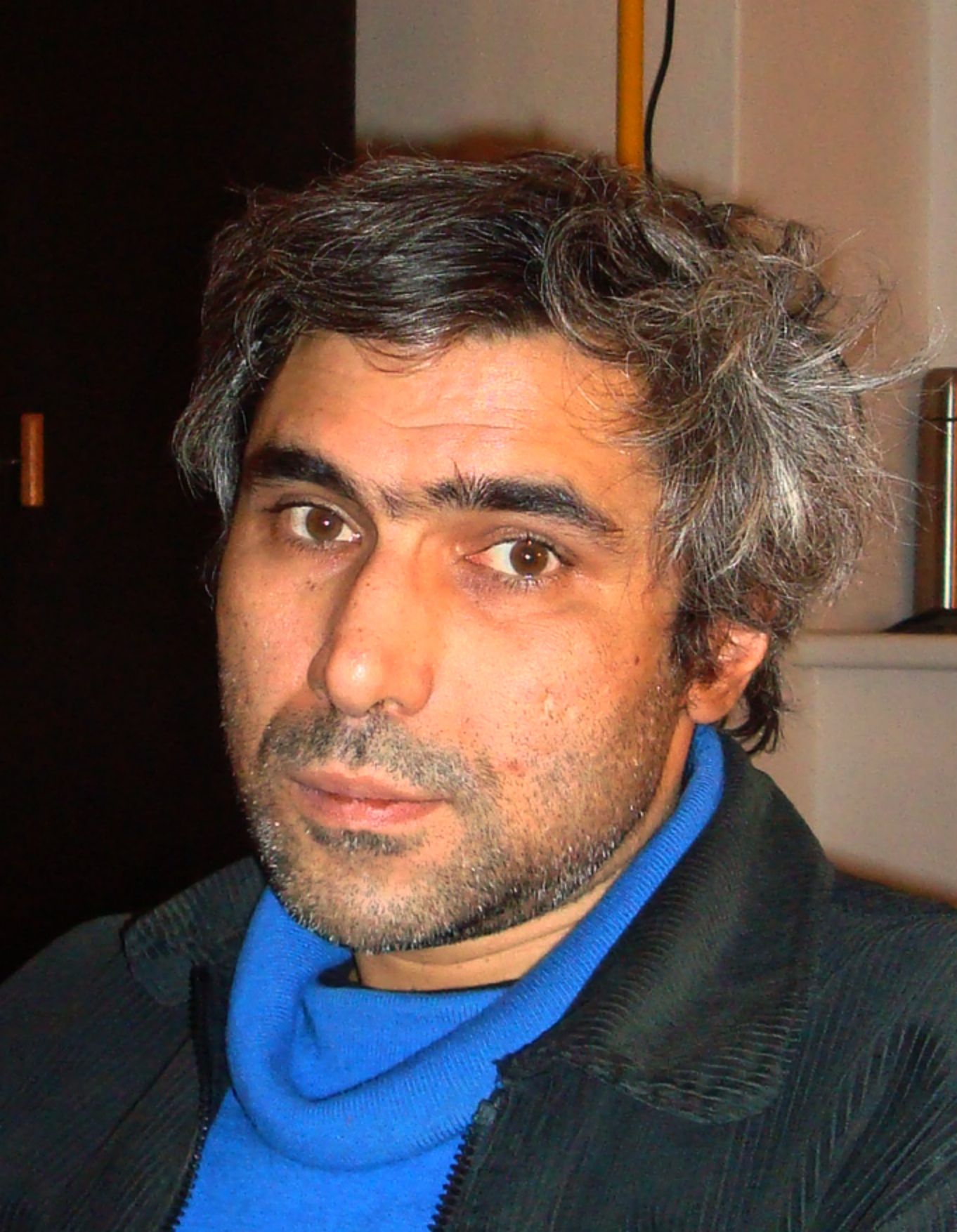
Авдей Тер-Оганьян.
Прага, 2008.

В сентябре 2010 года работы художника Авдея Тер-Оганьяна из серии печатных работ «Радикальный абстракционизм» (2004) были исключены из программы выставки «Контрапункт: современное русское искусство» в Лувре. Со слов представителя ГЦСИ, работы Тер-Оганьяна решили не отправлять за рубеж, так как они «содержат призыв к насильственному изменению конституционного строя РФ, а также призыв, направленный на разжигание межрелигиозной ненависти и вражды». «Эти работы из серии „Радикальный абстракционизм“ не получили разрешение от Росохранкультуры на вывоз, поэтому остались в Москве».
Непосредственным толчком к созданию серии работ «Радикальный абстракционизм» в 2004 году стало заключение экспертов по делу выставки «Осторожно, религия!».
25 сентября 2010 года директор музея PERMM Марат Гельман сообщил в своём блоге, что художники Юрий Альберт, Андрей Монастырский, Игорь Макаревич, Виталий Комар и др. отказываются участвовать в выставке в Лувре без Авдея Тер-Оганьяна. И в связи с этим вопрос участия Тер-Оганьяна можно считать решённым. Но уже 26 сентября Авдей Тер-Оганьян выступил с открытым письмом, в котором отказался принимать участие в выставке, если не будут выполнены два условия:
1. Его работы для выставки должны быть официально выпущены из Москвы;
2. Должен быть продлён российский паспорт художнику Олегу Мавроматти, преследуемому по ст. УК РФ 282, и которому грозит экстрадиция в Россию[15][16].

Поводом для возбуждения уголовного дела против Олега Мавроматти послужила проведённая им в 2000 году акция «Не верь глазам», в ходе которой Олег Мавроматти был подвергнут распятию.
Тер-Оганьян в письме обратился ко всем участникам выставки с предложением поддержать его позицию, бойкотируя выставку на выдвинутых им условиях.
Андрей Монастырский не поддержал предложение Авдея Тер-Оганьяна. Из числа всех участников целиком разделили позицию Авдея Тер-Оганьяна только Юрий Альберт и Диана Мачулина, выступившие с открытыми заявлениями.
29 сентября 2010 года замминистра культуры РФ Андрей Бусыгин в интервью информационному агентству «Интерфакс» официально заявил, что данные работы Тер-Оганьяна содержат призывы к насилию и не будут выставляться в Лувре. «Данные произведения автора Авдея Тер-Оганяна из серии „Радикальный абстракционизм“ представляют собой абстрактные изображения — полотна размером 150х100 см (печать на холсте) с подписями, которые могут быть восприняты как призывы, направленные на насильственное изменение основ конституционного строя, возбуждение национальной и религиозной розни», — сказал г-н Бусыгин. Уже через 2 дня, 1 октября, руководитель Федеральной службы по надзору за соблюдением законодательства в области охраны культурного наследия (Росохранкультура) Александр Кибовский опротестовал данную позицию замминистра А. Бусыгина, заявив в свою очередь в интервью «Интерфаксу»: «Никакого запрета на вывоз работ А. Тер-Оганьяна никто не накладывал. Законодательство не содержит никаких препятствий для вывоза этих или любых других произведений современных художников». И дополнительно пояснил: «Указанные работы находятся в частном владении, а происходящий вокруг них шум вполне укладывается в распространенные на современном арт-рынке технологии повышения коммерческой привлекательности работ». 3 октября в интервью РИА «Новости» эту точку зрения повторил министр культуры РФ Александр Авдеев, заявив: «Проблемы никакой не было. Вместо того, чтобы заниматься правилами вывоза выставки, занимались содержанием этих картин те, кто заинтересован в накручивании цены на них».

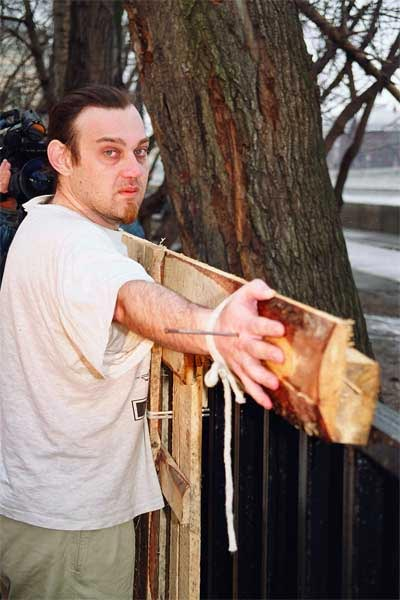
Олег Мавроматти,
акция «Не верь глазам»

Некоторые журналисты высказывали точку зрения, что главной причиной, побудившей Министерство культуры РФ «придержать» работы Тер-Оганьяна, являлась картина «Радикальный абстракционизм, No 8», на которой изображен чёрный прямоугольник на красном фоне, справа под ними маленькая белая точка, а внизу — текст: «Это произведение призывает к посягательству на жизнь государственного деятеля В. В. Путина в целях прекращения его государственной и политической деятельности».
После переговоров с российской стороной, инициированных Лувром, было объявлено, что работы Тер-Оганьяна всё-таки будут официально отправлены из Москвы в Париж. Их владелец, Марат Гельман, сообщил прессе: «С помощью французской стороны я сумел убедить Министерство культуры России, чтобы оно сняло цензуру».
1 октября 2010 года Авдей Тер-Оганьян выступил в своём блоге с открытым заявлением, в котором заострил внимание на факте замалчивания прессой, освещающей данные события, проблемы Олега Мавроматти. И повторно обратился к коллегам-художникам с просьбой бойкотировать выставку в случае, если не будет решена проблема, возникшая у Мавроматти.
Художники Виталий Комар, Андрей Монастырский, Вадим Захаров и Игорь Макаревич не поддержали призыв Тер-Оганьяна использовать Лувр для решения проблем с российской цензурой. Жена художника Ильи Кабакова Эмилия в письме к художникам, участвующим в выставке, заявила: «Если мы проведем пресс-конференцию на открытии, это будет правильнее, чем отменять выставку. В последнем случае получится так, что один-единственный художник станет знаменитым на 15 минут, но ситуацию в целом не изменит».
Марат Гельман заявил, что намерен переговорить с членами Общественной палаты, чтобы написать письмо в Министерство иностранных дел в поддержку Олега Мавроматти. Понимая, что «это обращение к совести, а не к закону».
5 октября Марат Гельман сообщил в своём блоге, что работы Тер-Оганьяна всё-таки не выпустили из России: «Сегодня моей сотруднице чётко объяснили „сигнала о снятии запрета не было“».
8 октября 2010 года на главной странице официального сайта Министерства культуры РФ появился текст, выделенный красным цветом: «Пресс-центр Минкультуры России сообщает, что 7 октября 2010 г. Росохранкультуры выдало „Свидетельство на право вывоза с территории Российской Федерации (МК № 00077862)“ 4 произведений художника Авдея Тер-Оганьяна для участия в выставке „ Конрапункт: современное русское искусство“. Свидетельство выдано на период с 7 октября 2010 г. по 20 февраля 2011 г.». Тем самым был выполнен первый пункт ультиматума Авдея Тер-Оганьяна. В тот же день Тер-Оганьян повторно обратился с открытым письмом к куратору выставки Мари-Лор Бернадак, подчёркивая, что не сможет принять участия в выставке в случае, если не будет выполнено второе условие его ультиматума, то есть если не будет решён вопрос продления загранпаспорта Олега Мавромати.
Несмотря на официальный отказ Авдея Тер-Оганьяна от участия в выставке, все четыре его работы, заявленные ранее к экспозиции, были выставлены в Лувре организаторами выставки. Сам художник даже не получил приглашения на открытие выставки. Пресс-конференцию, обещанную художникам куратором, отменили. Каталог к открытию выставки готов не был. Тер-Оганьян, приехавший в Париж, заявил журналистам: «Я приехал, чтобы поговорить о Мавроматти. Я требую снять эти работы без обращения внимания к этой проблеме. Я приехал сюда не для того, чтобы развлекать французскую публику. Я сказал, что хочу иметь час для выступления, чтобы она (Бернадак) меня представила, что у нас есть проблемы. Но, увидев меня, она свернула пресс-конференцию».
Примечательно, что большая часть российских публикаций об открытии выставки до середины октября не затрагивала проблему Олега Мавроматти, более того, даже не упоминая его имени. Государственный телеканал «Культура» заявил: «Теперь Авдей Тер-Оганьян лично приехал в Париж и требует снять свои произведения с выставки, выдвигая новые требования и преследуя цели, далёкие от искусства».
Многие наблюдатели обвиняли Марата Гельмана в преднамеренном подогреве интереса публики к своей коллекции и злорадно ожидали увидеть в экспозиции Гельмана на парижской ярмарке современного искусства FIAC работы Авдея Тер-Оганьяна. К огорчению скептиков, работ Тер-Оганьяна там не оказалось.

## Представленные на выставке работы
- Юрий Альберт — перформанс.
- Александр Бродский — павильон «Ротонда II» (сад Тюильри)[53].
- Эрик Булатов — картина «Liberté»[53].
- Юрий Лейдерман — перформанс из серии «Геополитика»: женщины в русских народных костюмах по старинке рубили капусту прямо под стенами башни[60].
- Авдей Тер-Оганьян — 4 работы из серии «Радикальный абстракционизм». Работы были выставлены невзирая на требования Тер-Оганьяна снять их с выставки[53].

## О выставке и ситуации вокруг неё
- «Мне кажется, что запрет вывоза ряда работ Авдея Тер-Оганьяна и комментарии этого запрета представителями Министерства культуры — это акция чрезвычайно неловкая и непродуманная. Верховная власть не пошла бы на такую примитивную, топорную акцию. Она бы сделала это более изящно, скрыто и лицемерно. Но поскольку этот акт совершил какой-то чиновник средней руки, то он в силу своей недостаточной образованности и недостаточной изощренности все сделал попросту и слишком откровенно. По существу, именно так наша нынешняя культурная администрация относится к современному искусству. Она судит о нём, исходя из бытовых соображений: когда перформанс воспринимается как хулиганство, когда произведения с определённым текстом воспринимаются как написанная декларация, как некая интенция, заявка»[61] — А. Ерофеев, Грани. Ру.
- «Лувр кажется всем нам чем-то недостижимым. Но наша выставка пройдет как бы в подвалах — в средневековом Лувре, где раскопаны основания стен и башни дворца. Это место для экспозиции абсолютно непригодное. Там разве что можно сделать инсталляции или показать видео. По-настоящему выставку, которая бы говорила о современном состоянии нашего искусства — тем более в Год России во Франции, следовало устроить в другом месте. Например, в Национальном центре искусства и культуры имени Жоржа Помпиду»[62] — Э. Булатов, «Известия».
- «Это скелеты в шкафу российского арт-сообщества. Скелеты эти лежали больше десяти лет, и все делали вид, что ничего не происходит, ездили на биеннале, выставлялись в музеях, открывали арт-центр „Гараж“, а в это время художников преследовали и судили. Анна Альчук, о которой вы говорили, находилась под очень тяжелым прессингом на процессе по делу выставки „Осторожно, религия!“, у неё был нервный срыв, и потом она покончила с собой. Есть настоящие жертвы — вы вынуждены были жить в лагере для беженцев. Олег Мавромати — жертва, и Андрей Ерофеев, который лишился работы в музее, и Юрий Самодуров. При этом арт-тусовка делала вид, что этих скелетов в шкафу не существует. Но история с Лувром распахнула дверцу этого шкафа, и мы увидели, что происходит»[13][63] — Д. Волчек, Радио «Свобода».
- «Но почему на обложках нет Авдея Тер-Оганьяна? Скандал с вывозом в Лувр работ этого автора оказался ссорой районного масштаба, и ссорой не в области искусства. Потому что сами произведения Тер-Оганьяна не вызывают у местных зрителей никакого желания скандализироваться: их визуальный язык давно освоен и переработан мировой культурой, а надписи кириллицей мало трогают французов. Поднятый нашими блогерами шум так и остался политическим фоном; он взбудоражил галльских защитников прав человека, но не задел никакой живой струны в сердцах арт-критиков: очередная история про „жестокую путинскую цензуру“ мало трогает художественную общественность в Париже»[58] — М. Сидлин, «Независимая газета».
- «Нынешний скандал с выставкой „Русский контрапункт“ в Лувре на первый взгляд вызывает ощущение полного дежавю. Кто-то где-то в верхах на всякий случай опять запретил к вывозу в Париж вполне соц-артовские по духу работы художника галереи Марата Гельмана. Только фарс этот разыгрался в изменившихся декорациях. Вроде бы, „Русский контрапункт“ — важное событие в рамках года „Франция — Россия 2010“. С их стороны — главный французский музей и известный куратор Мари-Лор Бернадак. С нашей стороны — две уважаемые институции: Государственный центр современного искусства и Stella Art Foundation — его создательница назначена комиссаром российского павильона на Венецианской биеннале. Представительная выставка: признанные во всем мире художники старшего и среднего поколения, буквально каждое имя — из хрестоматии. Вот, казалось бы, официальный триумф современного искусства нашей взявшей курс на модернизацию страны. Но когда плакаты Авдея Тер-Оганьяна из цикла „Радикальный абстракционизм“ пали жертвой цензуры, стало очевидно, каково реальное положение дел с современным искусством в России»[64] — А. Толстова, «Weekend».
- «По сравнению с весенней великолепной и масштабной „Святой Русью“, первым художественным событием Года Франции и России, эта осенняя выставка, разумеется, выглядит скромнее. Тем удивительнее, что разговоров о „Контрапункте“ было едва ли не больше. Как ни трактовать историю с запретом и разрешением, нельзя не признать, что художник Тер-Оганьян в итоге обыграл и нашу пугливую и неповоротливую культурную бюрократию, и художественное сообщество, превратив групповую выставку в персональный перформанс. Полезный урок и для них, и для нас»[65] — М. Сидельникова, «Коммерсантъ».
- «Все очень грустно и печально, потому что Россия неоднократно настаивает на том, что у нас искусства, кроме как политического, быть не может. И все так и смотрят на это, и все журналисты прикованы к этому ко всему, поэтому искусство не рассматривается. Выглядит все это несимпатично. Если вы хотите рассказать о своих проблемах, то о них и будут расспрашивать и их будут рассматривать. А если вы хотите искусство показывать, то надо настаивать на этом»[54] — В. Кошляков, «Сноб».
- «На самом деле я получила всего два или три письма от художников, которые были готовы отказаться от участия в выставке, если будет присутствовать цензура. Мы понимаем и уважаем их действия. Со своей стороны, я считаю, что нужно уважать солидарность художников. И их действия можно понять, потому что в такую ситуацию мог попасть любой. Поэтому я думаю, что их реакция была вполне оправдана. Но я говорю с точки зрения куратора и это не самая выгодная позиция, чтобы давать оценки. Мы рады, что в итоге все положительно разрешилось»[6] — Мари-Лор Бернадак, «Артхроника».
- «<Современные русские художники в Лувре смотрятся> неплохо. Но сами они, кажется, себя здесь чувствуют не очень хорошо. Есть такое вот вожделение, которое, откровенно говоря, сильнее, нежели сам художественный момент. И эта выставка, конечно, замечательная, но она значительна прежде всего как жест, как факт. Должен сказать, что эту экспозицию готовить было очень трудно — и в техническом отношении, и из-за трудностей в общении с работниками Лувра. Ну, а тут ещё контекст скандала, который вокруг этого нагнетался»[66] — Леонид Бажанов, Booknik.Ru.
- «Я ни в коем случае не осуждаю коллег, которые приняли то решение, которое приняли: это был очень и очень непростой выбор. Но я понимаю и желания Тер-Оганьяна: вы представляете, какая это была бы бомба? Когда тридцать русских художников бойкотируют выставку в Лувре! Это же акция сродни глобальным европейским забастовкам. Собственно, эта акция была бы круче и важнее самой выставки. Выставка-то, по сути, рядовая, без особого резонанса — не более чем дружественный жест со стороны Франции. Вроде как „У нас есть Лувр, мы можем вас в нём показать“. А протест художников стал бы по-настоящему историческим моментом, того же порядка, что и „бульдозерная выставка“. Это была бы уже политическая, а не только эстетическая акция. Видимо, так Авдей представлял себе все в идеале. К сожалению, теперь момент, когда художественное сообщество могло бы кардинально повлиять на ситуацию с 282-й статьей, упущен. И упущен надолго — в ближайшее время такого шанса, каким была выставка в Лувре, уже не предвидится. И нужно признать, что мы этот исторический момент просрали. Теперь нам только круглый стол и остается»[67] — Хаим Сокол, «Соль».
- «В любом случае культурным начальникам пора как-то определиться, кому место в Лувре, а кому — на нарах. Или, скажем, Илья Кабаков — звезда и наше культурное достояние (выставляем в Лувре). Или он — создатель экстремистских произведений (если верить Роскомнадзору, вынесшему „Артхронике“ предупреждение за публикацию произведений из уголовного дела о выставке „Запретное искусство“ как экстремистских, где фигурировали и его, Ильи Иосифовича Кабакова, работы). Но не может быть одновременно и то, и другое. Вот Авдей Тер-Оганьян свой выбор сделал. Он предпочитает быть политическим беженцем — и просит убрать свои работы из Лувра с государственной российской выставки»[68] — Ю. Арпишкин, М. Орлова, «Артхроника».
- «Авдей вторично ставит нашей культуре точный диагноз, аккурат попадает ей в болевую точку. Первый раз он сделал это своей знаменитой акцией, получившей у населения название „Рубка икон“. Сам того не желая, он пометил „священных коров“, которые только ещё намеревались выйти на поляну современного российского искусства пощипать её молодые всходы. Кто из нас двенадцать лет назад думал, что патриархия и связанные с нею ультраправые организации выступят на поприще культуры в амплуа бульдозеров, подобных тем, какими в начале 1970-х советская власть давила художников-нонконформистов? Никто не думал. Вот и сегодня никто ещё так ярко, как Авдей, не объявил разрыва делового союза художников с деятелями культуры, кураторами и музейщиками. Действительно, устраивая выставки, публикуя каталоги, менеджеры культуры склонны себя воспринимать благодетелями художников. При таком подходе кажется, куда как естественно требовать себе в подарок либо сами произведения, либо высочайшие проценты с их продаж. Культурный менеджер в России не привык воспринимать себя обслуживающим элементом индустрии искусства. Куда там! Он — ключевой игрок. Хочет — устраивает рокировки, хочет — жертвует качеством. Либо он видит себя генералом, командующим боем. Одни художники наступают, другие убиты. Либо ему кажется, что он этакий помещик с правом первой ночи. Либо капиталист с уральских заводов»[69] — Андрей Ерофеев, «Артхроника».
- «Какой же след оставит „Русский контрапункт“? К сожалению, нельзя узнать, насколько удалась эта выставка по сравнению с другими, по числу посетителей, так как она включена в общий осмотр коллекций Лувра. Ясно одно: для прессы вернисаж был сорван недопониманием и оплошностями в организации с обеих сторон»[70] — Наталья Капырина, «ДИ».

До выставки «Контрапункт: современное русское искусство» никто из русских художников при жизни не выставлялся в Лувре. Российская газета «Труд» включила выставку «Контрапункт» в Лувре в список «15 самых крупных культурных событий 2010 года, о которых не вспомнят в 2011-м», утверждая, что «кроме скандала, обсуждать на выставке нечего».